# Thomas Leota
Thomas Leota (Pago Pago, 2 settembre 1986) è un calciatore samoano americano, di ruolo attaccante.